# Eliezer de Touques
Eliezer de Touques, né à Touques, est un  tossafiste de la seconde moitié du XIIIe siècle.

## Biographie
Entre 1270 et 1275, il rédige, avec l'aide de ses élèves de Rouen, un abrégé des tossafot de Sens et d'Évreux, appelé plus tard et après de nombreuses additions « Tossafot de Touques ».
Les tossafot de Touques seront largement diffusées pendant les décennies suivantes dans de nombreux pays, notamment en France et en Allemagne. Elles sont toujours éditées avec le Talmud